# Kaltenbrunn (Walldürn)
Kaltenbrunn ist ein Stadtteil von Walldürn im Neckar-Odenwald-Kreis im Norden Baden-Württembergs. Zu dem Ort gehört auch der Wohnplatz Spritzenmühle.

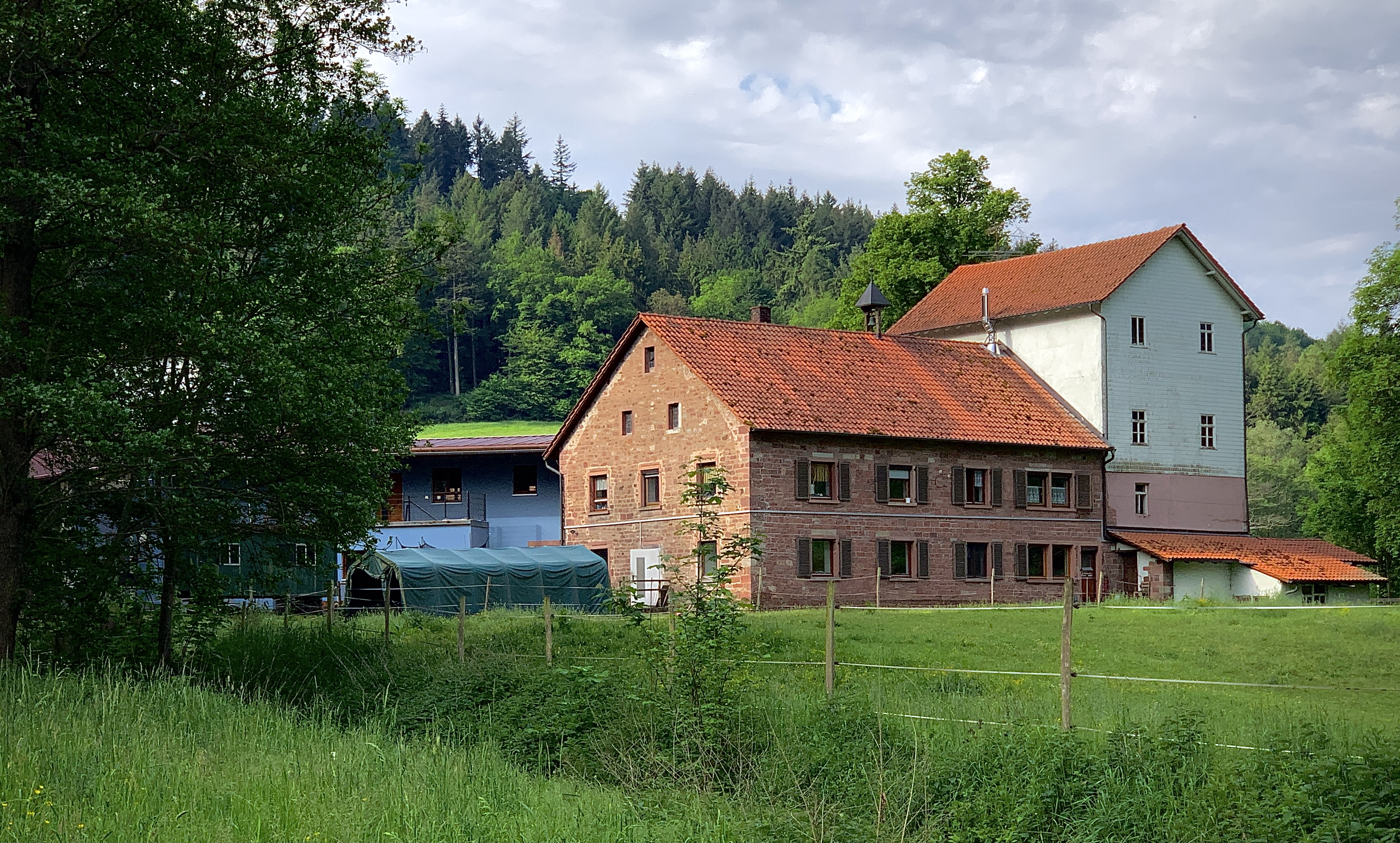
Wohnplatz Spritzenmühle

## Geografische Lage
Das weilerartige Dorf Kaltenbrunn liegt als nördlichster Stadtteil Walldürns etwa 7,5 Kilometer entfernt von der Kernstadt an der Grenze zu Bayern und dem Landkreis Miltenberg. Die Spritzenmühle befindet sich etwa einen Kilometer unterhalb des Orts am Zusammenfluss von Eichelbach und Kaltenbach. Der Naturpark Neckartal-Odenwald beinhaltet Teile der Gemarkung.

## Geschichte
Die hochmittelalterliche Rodungssiedlung wurde erstmals 1330 als Kaltenburn erwähnt und war vermutlich zu Beginn im Besitz des Klosters Amorbach. Im 15. Jahrhundert besaßen die Herren von Adelsheim die Hälfte des Orts und verkauften sie 1498 an das Kloster Amorbach. Bis 1803 gehörte Kaltenbrunn zu Kurmainz und gelangte im Rahmen der Säkularisation an das Fürstentum Leiningen und 1806 zum Großherzogtum Baden.
Von 1935 bis 1945 gehörte Kaltenbrunn zur Gemeinde Glashofen. Zum 1. Januar 1975 erfolgte die Eingemeindung nach Walldürn. Kaltenbrunn bildet mit Reinhardsachsen eine gemeinsame Ortschaft.
Bis 1908 gehörte der Ort zur katholischen Pfarrei Walldürn, seitdem zu Glashofen.

## Ehemaliges Wappen
1909 nahm Kaltenbrunn auf Vorschlag des Generallandesarchivs folgendes Wappen an: „In Blau schräggekreuzt eine rotgefütterte gold-(gelb)-bordierte silberne (weiße) Mitra und ein goldener (gelber) Krummstab“. Das Wappen erlosch am 1. Januar 1975 mit der Eingemeindung nach Walldürn.

## Wirtschaft
Kaltenbrunn ist ein ausschließlich landwirtschaftlich geprägter Ort.